# Alphonse Mouzon

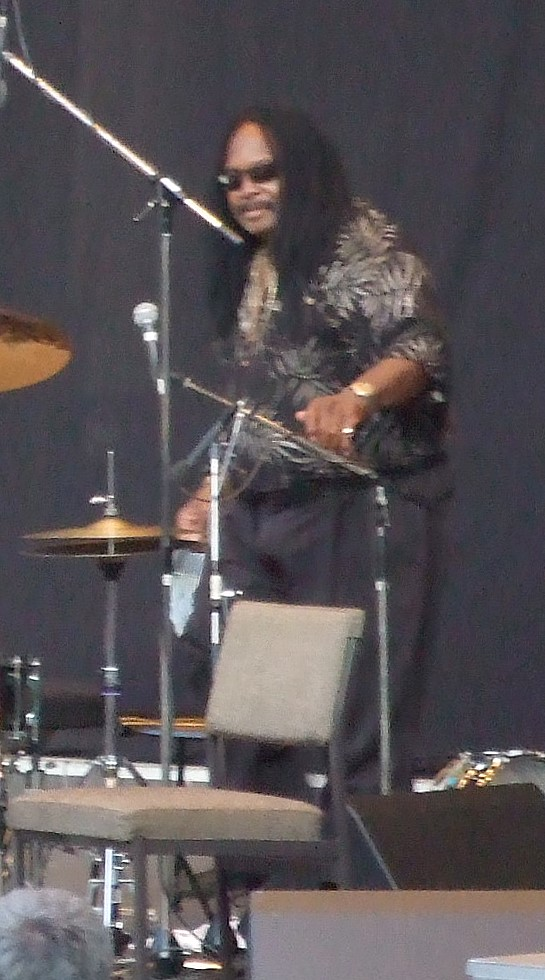
Alphonse Mouzon

Alphonse Mouzon (* 21. November 1948 in Charleston, South Carolina; † 25. Dezember 2016) war ein US-amerikanischer Schlagzeuger, Komponist und Produzent.

## Karriere
Nach seinem Schulabschluss 1966 zog Mouzon nach New York und begann kurz darauf beim Broadway-Musical Promises, Promises und im Ross Carnegie-Orchester zu spielen. Sein großer erster Durchbruch gelang ihm aber, als der Saxophonist Billy Harper, der mit Mouzon und dem Pianisten Lonnie Liston Smith bei einer Hochzeit spielte, Alphonse für eine Plattenaufnahme mit dem Komponisten, Arrangeur und Pianisten Gil Evans empfahl.
So kam es zu Alphonse Mouzons Plattendebüt, welches auf Gil Evans Platte Blues in Orbit von 1969 dokumentiert ist. Diese Platte und die bei Jam-Sessions kennengelernten Musiker führten zu Konzerten mit George Benson, Chubby Checker, Robin Kenyatta, Anita O’Day, Stanley Turrentine und anderen, die teilweise auch auf Platte zu hören sind.
Mitte 1969 traf Mouzon den Vibraphonisten Roy Ayers, der ihn in seine Band Ubiquity holte. Es folgte eine Tournee durch die USA und Europa, dort u. a. zum Montreux Jazz Festival. Außerdem entstand eine Plattenaufnahme mit dieser Band.
Nach seiner Zeit mit Roy Ayers ging Mouzon zu Soul-Sänger und -Komponist Eugene McDaniels. In seiner Band war auch der junge tschechische Bassist Miroslav Vitouš. Die Band spielte die Platte Headless Heroes of the Apocalypse auf Atlantic Records ein, ein Protestalbum gegen den Vietnamkrieg und die Diskriminierung von Schwarzen. Unzählige Rapgruppen sampelten Mouzons Grooves dieser Platte.
Mitte 1970 bekam Mouzon einen Anruf von Joe Zawinul, der ihn fragte, ob er Interesse hätte, mit ihm, Wayne Shorter und Miroslav Vitouš eine Band zu gründen. Er kannte die drei Musiker von einem gemeinsamen Projekt. So entstand die Band Weather Report.
Anfang 1972 holte McCoy Tyner Mouzon in seine Band. Das erste Album auf Milestone Records und mit Mouzon, Sahara, wurde für einen Grammy nominiert. 1972 bekam Alphonse Mouzon auch einen Plattenvertrag bei Blue Note Records angeboten. Auf Blue Note entstanden zwischen 1972 und 1975 vier Platten unter eigenem Namen; beim Montreux Jazz Festival 1973 trat er auch mit eigener Band auf.
Larry Coryell, Alphonse Mouzon und der Keyboarder Mike Mandel gründeten Ende 1973 die Band The Eleventh House und holten den Trompeter Randy Brecker und den Bassisten Danny Trifan hinzu.
Im Dezember 1974 brachte Mouzon Mind Transplant auf Blue Note Records heraus. Mouzon arbeitete mit 3 Gitarristen – Tommy Bolin, Lee Ritenour und Jay Graydon. Mouzon gastierte im Mai 1975 als „Special Guest“ beim Konzert der „Gitarrengötter“ Eric Clapton, Carlos Santana und John McLaughlin im Nassau Colosseum, Long Island, New York, vor mehreren zehntausend Menschen.
Als Mouzons Vertrag mit Blue Note abgelaufen war, unterschrieb er einen Vertrag beim deutschen Label (MPS). Mouzons neuer Produzent wurde Joachim-Ernst Berendt. Bei den Berliner Jazztagen 1976 gastierte Mouzon mit dem deutschen Posaunisten Albert Mangelsdorff und dem Bassisten Jaco Pastorius im Trio.
1979 zeichnete Mouzon für das Disco-Projekt Poussez! als Produzent, Arrangeur und Multi-Instrumentalist verantwortlich. Die gleichnamige LP entstand mit diversen Studio-Musikern und -Sängerinnen. Das Album war ein großer Erfolg in den Diskotheken und wird heute als Klassiker des Genres gewertet. 1980 folgte mit Leave That Boy Alone! eine weitere LP. Im Gegensatz zum Debütalbum war Mouzon hier auch auf dem Cover zu sehen.
Von 1978 bis 1982 arbeitete und tourte Mouzon vor allem mit Herbie Hancock, aber auch mit seinen eigenen Bands oder vereinzelt als „featured artist“. Im Sommer 1980 gastierte Mouzon mit Herbie Hancock, Stanley Clarke, Carlos Santana, John McLaughlin und John Lucien beim Berklee Jazz Festival.
1988 war Mouzon bei Klaus Doldingers Passport auf dem Album Talk Back mit anschließender Live-Tournee als Ersatz für Curt Cress als Drummer engagiert.
1992 gründete Mouzon sein eigenes Plattenlabel „Tenacious Records“. Zwischen 1992 und 2001 veröffentlichte Mouzon auf seinem Label fünf neue Produktionen und wiederveröffentlichte acht seiner in den 1980er-Jahren aufgenommenen Smooth Jazz Alben.
Im Spätsommer 1998 ging die Eleventh House Reunion Band-Tournee mit drei originalen Mitgliedern aus den 1970er-Jahren auf Tournee: dem Trompeter Randy Brecker, dem Gitarristen Larry Coryell und Alphonse Mouzon am Schlagzeug sowie dem jungen Bassisten Richard Bona. Die Band tourte in wechselnden Besetzungen durch die USA, Europa und Asien. Randy Brecker wurde Ende 1998 durch den Trompeter Shunzo Ono oder den Saxophonisten Donald Harrison ersetzt.
Mouzon ging im Sommer 2002 auf eine Kurztournee mit Just Friends, die schon 1991 getourt hatten. Die Band bestand wieder aus Jasper van’t Hof (Keyboards und Klavier), Bob Malach am Saxophon, Michał Urbaniak an der Violine und dem alten Weather-Report-Kollegen Miroslav Vitouš am Bass. Außerdem gastierte Mouzon mit seiner Band beim Long Beach Jazz Festival in Los Angeles.
Im Winter 2003 tourte Mouzon mit seinem Trio (Ernie Watts – Saxophon, Jeff Berlin – Bass) durch Europa, 2009 mit Joey DeFrancesco und Larry Coryell.
Alphonse Mouzon ist auch als Schauspieler in einigen Filmen zu sehen, unter anderem in Tom Hanks’ Film That thing you do (1996) und Robert Davis The Dukes (2007). Zu beiden Filmen steuerte Mouzon auch Filmmusik bei.
2008 veröffentlichte Alphonse Mouzon die CD Jazz in Bel-Air, einen Live-Mitschnitt seines Quintetts, und im Jahre 2011 das Album Angel Face mit unter anderem den Trompetern Arturo Sandoval, Wallace Roney und Shunzo Ono, dem Bassisten Christian McBride, den Saxophonisten Ernie Watts und Bob Mintzer und den Pianisten Kenny Barron und Cedar Walton.
Ab 2013 war Mouzon zudem mit der Gruppe Miles Smiles auf Tour.
Mouzon verstarb am 25. Dezember 2016 nach einem längeren Krankenhausaufenthalt an einem seltenen Krebsleiden.

## Diskografie (unter eigenem Namen)
- The Essence of Mystery, 1972
- The Funky Snakefoot, 1973
- Mind Transplant, 1975
- The Man Incognito, 1975
- Virtue, 1976
- Back Together again, 1977
- In search of a dream, 1978
- Baby Come Back, 1979
- By All Means, 1980 +
- Morning Sun, 1981 +
- Step Into the Funk, 1982 (später unter Distant Lover veröffentlicht) +
- The Sky is the limit, 1985 +
- Back To Jazz, 1985 +
- Eleventh House, 1985
- Love Fantasy, 1987 +
- Early Spring, 1988 +
- As you wish, 1989 +
- Infinity – NOW, 1990
- The Survivor, 1992 +
- On top of the world, 1994 +
- The Night is still young, 1996 +
- Absolute Greatest Love songs & Ballads, 1998 +
- Live in Hollywood, 2001 +
- Jazz in Bel-Air, 2008 +
- Angel Face, 2011 +

+ auf Tenaciousrecords veröffentlicht